# Gran Sol

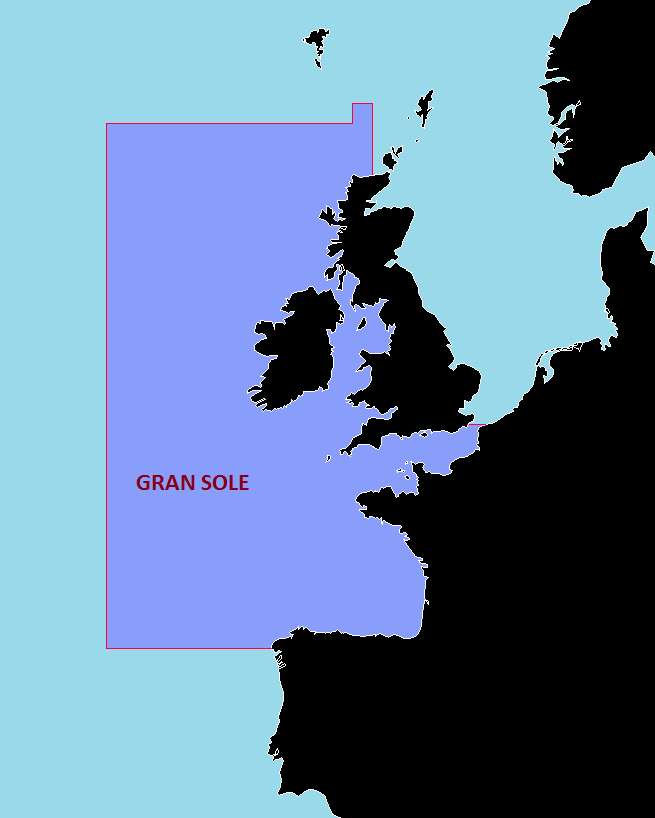
Gran Sol

Gran Sol es un caladero situado en el Atlántico Norte, entre los paralelos 48 y 60, al oeste de las islas británicas. Destaca por la riqueza pesquera, especialmente por la existencia de merluza, una especie de gran rendimiento económico. 
Desde antiguo el caladero de Gran Sol ha sido explotado por los pescadores españoles y portugueses, que navegan desde la costa cantábrica y atlántica a faenar en sus aguas. Este mar destaca también por la ferocidad de sus temporales.
El nombre de Gran Sol proviene del francés Grande Sol (gran suelo). Las profundidades son de entre 200 m y 400 m frente a los 2500 del Atlántico. No se debe confundir con el Box Irlandés (Irish Box, en inglés), caladero este que está fuera del Gran Sol y que designa un área de pesca reservada acotada entre paralelos y meridianos (box) alrededor de la isla de Irlanda.
Convencionalmente, los británicos diferencian entre Gran Sol grande (Great Sole Bank) y Gran Sol pequeño (Little Sole Bank). Estas áreas se definen con fines de protección de la pesca, estando delimitadas por la costa o las siguientes líneas de latitud y longitud:
- Gran Sol pequeño (ICES Statistical Division VIIh) 
  - 48°N 5°W
  - 49°30'N 5°W
  - 49°30'N 7°W
  - 50°N 7°W
  - 50°N 9°W
  - 48°N 9°W
  - 48°N 5°W
- Gran Sol grande (ICES Statistical Division VIIj) 
  - 48°N 9°W
  - 9°W ao sur da costa de Irlanda
  - 52°30'N ao oeste da costa de Irlanda
  - 52°30'N 12°W
  - 48°N 12°W
  - 48°N 9°W